# Adelaide Football Club
L'Adelaide Football Club è un club di football australiano della città di Adelaide, nell'Australia Meridionale.
La squadra gioca all'Adelaide Oval, l'inno del club è "The Pride of South Australia" (L'orgoglio dell'Australia Meridionale), basata sulle note dell'inno dei marines statunitensi. I suoi giocatori più famosi sono Mark Ricciuto, i fratelli Andrew e Darren Jarman, Andrew McLeod e Tony Modra. L'attuale allenatore della squadra è Matthew Nicks.

## La storia del club
La lega di football australiano dell'Australia Meridionale (SANFL, South Australian National Football League) ha cercato di mandare un proprio club nella più importante lega di football australiano, la Victorian Football League (VFL) fin dal 1981. I negoziati si protrassero a lungo e si sbloccarono soltanto quando, nel 1990, il team di Port Adelaide siglò un accordo con la AFL per entrare a far parte della lega l'anno successivo. Questo scatenò una violenta serie di polemiche che portò la SANFL a fare una controproposta all'AFL per far entrare un club in grado di rappresentare tutta la città e i suoi tifosi, venne quindi messo in piedi l'Adelaide Football Team e, tra le proteste dei tifosi di Port Adelaide, l'AFL accettò i Crows nella lega. L'episodio si chiuse definitivamente soltanto nel 1997 quando Port Adelaide entrò anch'esso a far parte della lega nazionale.
Come colori del team vennero scelti i colori tradizionali dello Stato e anche il soprannome ricorda quello dato ai giocatori della rappresentativa statale, Croweaters.
La rivalità tra tifosi e giocatori dei due club di Adelaide è molto accesa e, cosa molto rara per lo sport australiano, sono anche successi scontri tra giocatori al di fuori del terreno di gioco.
I Crows (corvi) non impiegarono molto tempo per raggiungere il successo, e si aggiudicarono due campionati consecutivi nel 1997 e 1998 sotto la guida del coach Malcolm Blight.

## Il club

### Abbonati
Nel 2006 il club ha marcato un nuovo record per la VFL/AFL, diventando il primo club della storia con più di 50.000 abbonati, risultato ancor più impressionante se si considera che lo stadio non è grado di ospitare tutti gli abbonati!

### Record
- Campionati:
  - 1997, 1998
- Tornei precampionato:
  - 2003
- Vittoria con più punti: 139 punti contro Richmond 16.ma giornata 1993
- Punteggio più alto: 30,8 (188) punti contro Essendon 2 giugno 2006
- Più lunga serie di vettorie: 10: dalla 13.ma alla 22.ma giornata del campionato 2005
- Maggior numero di spettatori per una gara interna: 51.140 contro Port Adelaide il 26 aprile 2003
- Maggior numero di spettatori in assoluto: 99.645 contro St. Kilda per la finale del 1997

## Trofei Individuali

### Vincitori della medaglia Brownlow per il miglior giocatore
- Mark Ricciuto, 2003, (a pari merito con Adam Goodes e Nathan Buckley)

### Vincitori del Leigh Matthews Trophy per il miglior giocatore (secondo l'associazione giocatori)
- Andrew McLeod, 2001

### Vincitori della medaglia Norm Smith
- Andrew McLeod, 1997
- Andrew McLeod, 1998

### Vincitori della medaglia Michael Tuck
- Andrew McLeod, 2003
- Simon Goodwin, 2006

### Vincitori della Medaglia Coleman per il miglior marcatore
- Tony Modra, 1997 (81 goal)

### Vincitori del Mark of the Year
- Tony Modra (1993)
- Ben Hart (1996)
- Tony Modra (1997)

## La squadra del decennio
Mentre i club più antichi hanno nominato la propria squadra del secolo per celebrare i cento anni di storia della VFL/AFL nel 1996, Adelaide ha nominato la propria squadra del decennio, dalla fondazione al 2000.
| Backs:         | Ben Hart       | Rod Jameson                | Mark Bickley    |
| Half Backs:    | Nigel Smart    | Peter Caven                | Mark Ricciuto   |
| Centres:       | Greg Anderson  | Andrew Jarman              | Simon Tregenza  |
| Half Forwards: | Kane Johnson   | Matthew Robran             | Andrew McLeod   |
| Forwards:      | Darren Jarman  | Tony Modra                 | Matthew Liptak  |
| Followers:     | Shaun Rehn     | Chris McDermott (capitano) | Tony McGuinness |
| Interchange:   | Mark Mickan    | Simon Goodwin              | Rodney Maynard  |
|                | David Pittman  |                            |                 |
| Coach:         | Malcolm Blight |                            |                 |